# فولکر فون کولانده
فولکر فون کولانده (آلمانی: Volker von Collande; ۲۱ نوامبر ۱۹۱۳ – ۲۹ اکتبر ۱۹۹۰) بازیگر و کارگردان فیلم اهل آلمان بود.